# Mascaromyia babichae
Mascaromyia babichae är en tvåvingeart som beskrevs av Grichanov 1996. Mascaromyia babichae ingår i släktet Mascaromyia och familjen styltflugor. Inga underarter finns listade i Catalogue of Life.